# منطق مادی
منطق مادی یا منطق غیرصوری (به انگلیسی: Informal logic) یا منطق نوارسطویی توسط مخالفان منطق ارسطو تدوین شده‌است که از مهم‌ترین ایشان می‌توان فرانسیس بیکن و رنه دکارت را نام برد.
رالف جنسون و آنتونی بلر، منطق مادی را «شاخه‌ای از منطق که به تبیین غیرصوری ساختمان، ضوابط، نحو تحلیل و ارزشیابی استدل‌ها می‌پردازد» تعریف می‌کنند.